# La Fresnais
La Fresnais is een gemeente in het Franse departement Ille-et-Vilaine (regio Bretagne). De plaats maakt deel uit van het arrondissement Saint-Malo. La Fresnais telde op 1 januari 2022 2.508 inwoners.

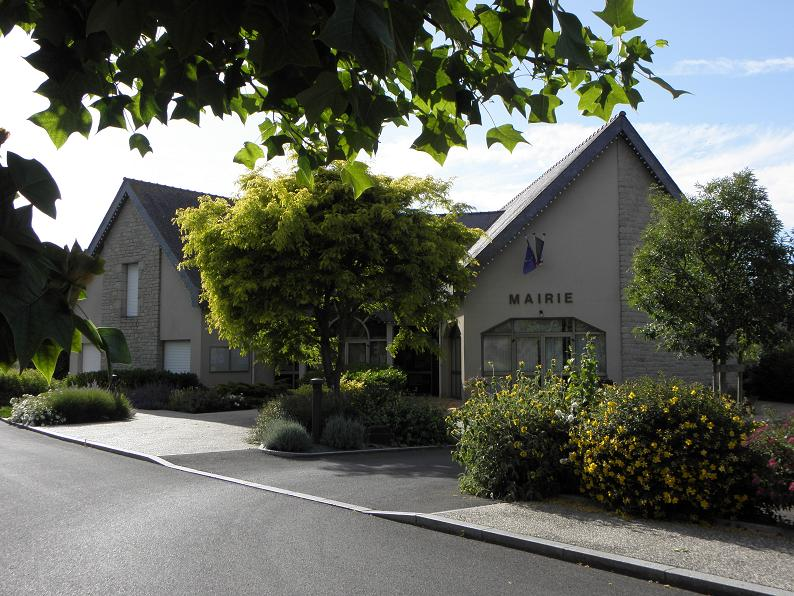
Gemeentehuis
Kerk van La Fresnais

## Geografie
De oppervlakte van La Fresnais bedroeg op 1 januari 2022 14,43 vierkante kilometer; de bevolkingsdichtheid was toen 173,8 inwoners per km².

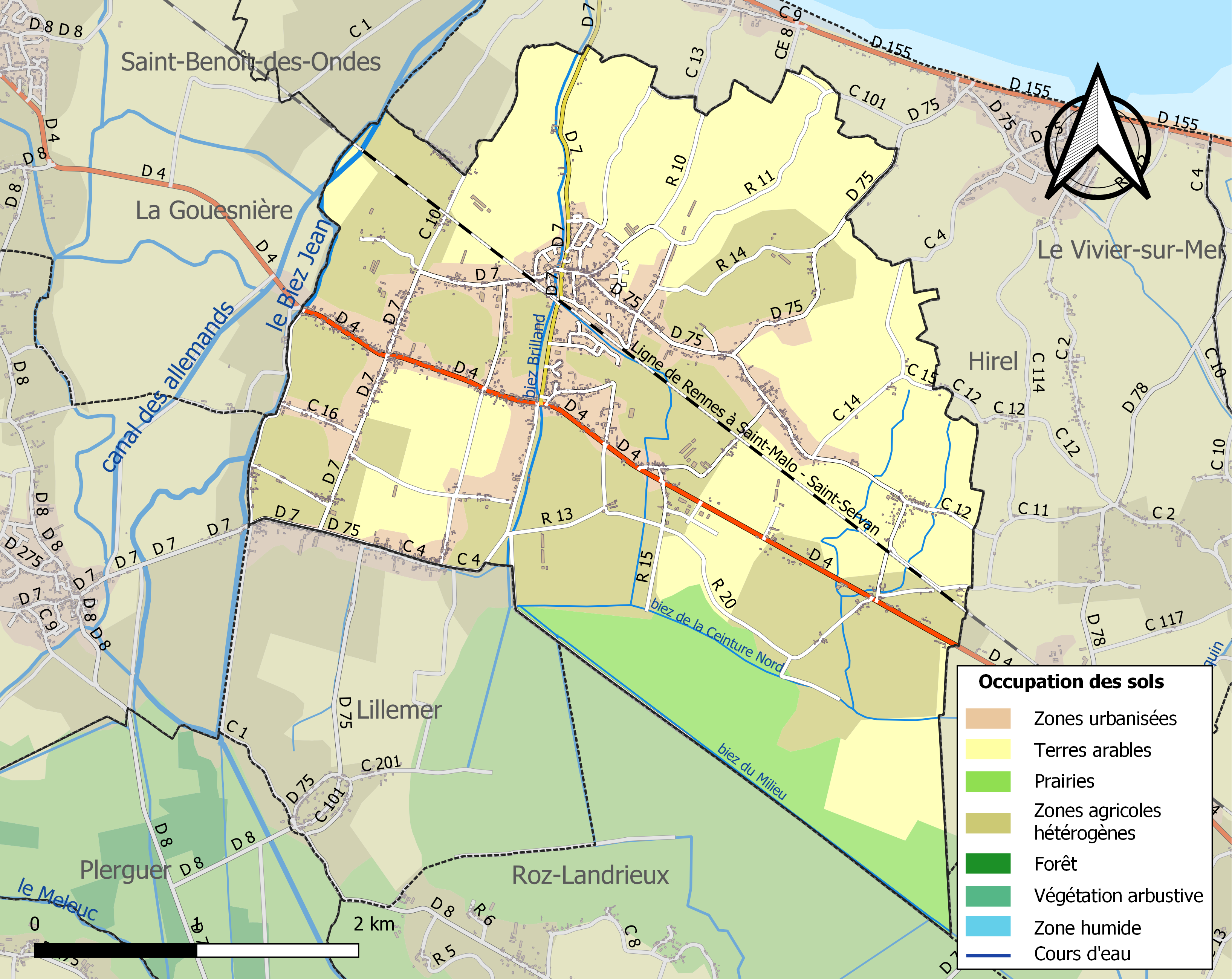
Kaart van de gemeente met belangrijkste infrastructuur, bodemgebruik en omliggende gemeenten

## Verkeer en vervoer
In de gemeente ligt de spoorweghalte  La Fresnais.

## Demografie
Onderstaande figuur toont het verloop van het inwonertal (bron: INSEE-tellingen).